# Świeckie oznaki godności

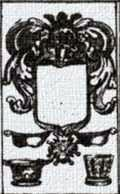
Oznaki urzędu podczaszego

Świeckie oznaki godności – symbole umieszczane w herbach i informujące o pozycji właściciela herbu w hierarchii społecznej, o posiadanym tytule arystokratycznym lub sprawowanym urzędzie.
Symbole godności umieszczane są zwykle nad tarczą herbową – korony rangowe, kapelusze lub infuły (patrz: kościelne oznaki godności) lub rodzaj hełmu, za tarczą herbową – np. kotwice w herbie admirała, miecze w herbie miecznika, obok lub wokół tarczy – np. ordery, płaszcz książęcy. Rzadziej oznaki godności bywają umieszczane w samej tarczy herbowej – m.in. w herbach napoleońskich czy herbie baroneta.

## Cesarzikról
Zewnętrzną oznaką władzy i godności królewskiej jest korona, symbol o rodowodzie bliskowschodnim. Faraonowie egipscy nosili koronę podwójną: biała mitra Górnego Egiptu wprawiona w czerwona koronę Dolnego Egiptu. Koronę znano również w państwie izraelskim: Bo go uprzedzasz pomyślnymi błogosławieństwami, koronę szczerozłotą wkładasz mu na głowę. [Ps. 21, 4; a także Iz. 28,5; 62, 3]. Człowiek ukoronowany pozostawał pod szczególną opieką bóstw. Korona wywodzi się z wieńca roślinnego, co widoczne jest w etymologii: łacińskie słowo corona, oznacza wieniec z kwiatów, analogicznie greckie stephanos. Rzymianie po wygnaniu Tarkwiniusza znienawidzili monarchię i wszystkie jej symbole do tego stopnia, że nawet posiadający władzę absolutną rzymscy cesarze nie odważyli się na włożenie na skronie korony. Oznaką rzymskiej władzy cesarskiej był diadem: prosta wełniana przepaska na głowie. Pierwszym cesarzem, który włożył na głowę koronę był Karakalla (211–217 po Chr.)
Od czasów restytucji cesarstwa zachodniego przez Karola Wielkiego, korona zamknięta (corona clausa) z jednym lub dwoma skrzyżowanymi kabłąkami i zwieńczona sferą z krzyżem, przysługiwała jedynie cesarzowi: najpierw Cesarstwa rzymskiego, potem Świętego Cesarstwa Rzymskiego. Korona zamknięta była bowiem oznaką władzy w pełni suwerennej, będącej wyłącznie w posiadaniu cesarza, jako jedynego z władców ziemskich. Królowie w tym czasie używają koron otwartych (corona aperta), w kształcie opaski ozdobionej fleuronami, czyli stylizowanymi, na przemian większymi i mniejszymi, kwiatami lilii lub liśćmi akantu. Od połowy wieku XIII idea państwa uniwersalistycznego z cesarzem na szczycie hierarchii władzy, ustępuje miejsca idei suwerennej władzy królewskiej sprawowanej w państwie narodowym, odrzucona zostaje myśl o prymacie cesarza i papieża. Król zostaje imperatorem in regno suo. Według tradycji anglo-normadzkiej jako pierwszy koronę zamkniętą kazał sporządzić dla siebie Wilhelm Zdobywca w 1066 r. W zgodzie z ideą suwerenności państwowej, królowie stopniowo zaczynają jako oznak swej władzy używać koron zamkniętych: czynią tak władcy francuscy i angielscy, następnie królowie Szkocji, Szwecji, Danii. W Polsce korona zamknięta trzema krzyżującymi się kabłąkami i zwieńczona sferą z krzyżem pojawia się w ikonografii królewskiej za rządów Jana Olbrachta i Aleksandra. Jako insygnium władzy pojawia się w czasach panowania Zygmunta I i od tej pory używana jest przez kolejnych monarchów aż do końca Rzeczypospolitej szlacheckiej.
Herby królewskie często umieszczano na płaszczu królewskim [plaudamentum], purpurowym z podbiciem gronostajowym. Płaszcz upinany był na kształt namiotu. Motyw ten ma rodowód rzymski: pod namiotem spiętym z żołnierskich płaszczy siedział zwycięski wódz przyjmując hołd pokonanych wojsk nieprzyjacielskich przechodzących pod jarzmem.

## Książęta
Pod wpływem insygniów królewskich, również książęta zaczęli stosować nakrycie głowy wzorowane na koronie. Mitry książęce wykazują wielką rozmaitość form. Najczęściej używano mitry w postaci złotej opaski z fleuronami, zamkniętej niskimi kabłąkami, często podbitej purpurą lub gronostajem, niekiedy zwieńczonej sferą z krzyżem. W związku z przeważającym nieuznawaniem przez nowożytne polskie prawo szlacheckie tytułów książęcych innych niż dynastyczne (Piastów, książąt Pomorskich, dynastów litewsko-ruskich – Rurykowiczów i Giedyminowiczów, etc.) korony książęce występują w heraldyce polskiej stosunkowo rzadko. Oprócz wymienionych rodów, używają ich również obdarzeni tytułem książęcym przez obcych monarchów – np. Radziwiłłowie jako książęta Rzeszy Niemieckiej, oraz – pod koniec istnienia Rzeczypospolitej – Poniatowscy i Ponińscy z nadania sejmu. Tytułów książęcych (kniaziów) miały prawo również używać rody szlachty tatarskiej pochodzące od chanów. Częściej tytuły książęce – a tym samym i mitry – spotykamy w wieku XIX: pochodzą już z nadania monarchów państw zaborczych.
W okresie średniowiecza w herbach książąt z rodu Piastów umieszczano korony otwarte, najczęściej z czterema większymi i czterema mniejszymi fleuronami. W czasach nowożytnych najpopularniejszą formą korony książęcej jest opaska z pojedynczym kabłąkiem biegnącym od przodu do tyłu, zamknięta wysoko sklepioną czapką purpurową. Takiej korony używają zarówno książęta polscy – na przykład Piastowie mazowieccy – jak i ruscy – np. książęta Słuccy – a także ci, którzy swą godność otrzymali z nadania monarchów obcych.
Herb książęcy może być ozdobiony zewnętrzną oznaką godności – płaszczem książęcym.
Korona książęca umieszczana była bezpośrednio na górnej krawędzi tarczy herbowej, bądź wieńczyła płaszcz herbowy. Niekiedy przedstawiana jest na hełmie, ale jest to niezgodne z regułami heraldyki.

## Arystokracja
Oznaką godności hrabiego, wicehrabiego, barona i markiza była korona otwarta w postaci prostej opaski najczęściej z długimi, prostymi promieniami ułożonymi wachlarzowato i zakończonymi perłami. Liczba promieni, zwanych „pałkami”, zależała od godności: w Polsce obowiązywał popularny w Europie system, w którym korona 9-pałkowa przysługiwała hrabiemu, 7-pałkowa baronowi. Z powodu ustrojowej zasady równości szlachty właściwej, w okresie przed rozbiorami rzadko spotykamy dziedziczne arystokratyczne tytuły honorowe inne niż pański i związane z nimi oznaki godności: tytuły pochodzą z nadań monarchów obcych. Zasadą równości objętych jest kilka kategorii szlachty i wyraża się ona w niemanifestowaniu heraldycznym istniejących między nimi różnic. Jest to sytuacja odmienna od sytuacji angielskiej, w której również zasadą równości objętych jest kilka kategorii szlachty, ale różnice te są w okresie nowożytnym skwapliwie podkreślane w herbach. Szczególnie łatwe było zdobycie austriackiego tytułu hrabiowskiego: już w XVII w. skorumpowana administracja cesarska sprzedawała je chętnym, wśród których byli również pyszni polscy magnaci:
Drugi osiadł pół Polski, że już i tytułu
Nie masz przedeń w Koronie, więc do protokółu
Cesarskiego – o wstydzie! o hańbo! o brednia! -
Leci, wziąwszy tysiąców, po grabstwo do Wiednia (..)
Wacław Potocki – „Wojna chocimska”.
Szczodrze tytułami arystokratycznymi szafowali władcy państw zaborczych, chcąc sobie zjednać i przekupić wpływową polską magnaterię. 
Na terenie wszystkich zaborów prawo do występowania o nadanie tytułu hrabiowskiego miały rodziny mogące udokumentować pochodzenie od osoby piastującej koronne godności lub senatora, potomkowie urzędników ziemskich i powiatowych mieli prawo otrzymać tytuł barona.
Korony jako oznaki godności używać mogła również szeregowa szlachta: była to korona z pięcioma promieniami – trzy fleurony i dwie pałki – umieszczana na hełmie pod klejnotem.
W czasach Księstwa Warszawskiego stosowano francuskie tytuły arystokratyczne i napoleoński system oznak godności:
- kawaler – czapka z zielonym podbiciem i pojedynczą kitą z pióra pawiego.
- baron – czapka z podbiciem z futra łasicy z trzema piórami strusimi;
- hrabia – czapka z podbiciem gronostajowym i pięcioma piórami strusimi;
- prince – czapka z podbiciem z futra łasicy i siedmioma piórami strusimi;
- duc – czapka z podbiciem gronostajowym i siedmioma piórami strusimi.

Arystokratyczne oznaki godności mogły być umieszczane bezpośrednio nad tarczą heraldyczną – nie występuje wtedy hełm i klejnot, lub umieszczane są ponad koroną – lub na hełmie jako łącznik z klejnotem.